# Kandia Camara
Pour les articles homonymes, voir Camara.
Kandia Camara, à l'état civil Kandia Kamissoko Camara est née le 17 juin 1959 à Abidjan. Elle est enseignante de formation et femme politique ivoirienne. Elle a été ministre de l'Éducation nationale dans plusieurs gouvernements du président Alassane Ouattara, avant d'être ministre d'État et ministre des Affaires étrangères entre avril 2021 et octobre 2023. Elle est élue présidente du Sénat en octobre 2023.

## Biographie
Titulaire un baccalauréat A4 en 1980, d'une licence d'anglais obtenue à l'université d'Abidjan, d'un certificat d'aptitude pédagogique pour les collèges modernes à l'École normale supérieure d'Abidjan, en 1983 et d'un certificat d'études avancé en éducation de l'université de Lancaster en Angleterre, Kandia Camara enseigne l'anglais entre 1983 et 1986 au collège moderne de Cocody et au collège Treich-la-Plène. De 1986 à 2002, elle est professeur d'anglais de spécialité au lycée professionnel hôtelier d'Abidjan.
Elle est une ancienne joueuse de haut-niveau de handball. Deux fois championne de Côte d'Ivoire (en 1974 et 1980), elle remporte la Coupe d'Afrique des clubs champions en 1981 avec l'ASC Bouaké,. Elle est présidente du Mouvement des élèves et étudiants de Côte d'Ivoire (MEECI) du lycée des jeunes filles de Bouaké de 1978 à 1980. Entre 1987 et 1991, elle est membre du bureau national du syndicat national des enseignants du secondaire de Côte d'Ivoire (SYNESCI) et, de 1989 à 1991, membre de l'Association des femmes enseignantes de l'Afrique francophone,.
Son mari, Inza Camara, détient les nationalités ivoirienne et américaine. Il est, en 2021, consul général de Côte d'Ivoire à New York.
Elle est mère de quatre enfants.

## Carrière politique
En 1990, Kandia Camara fonde le comité de rassemblement et de sensibilisation des femmes pour le PDCI-RDA.
De 1990 à 1994, elle est secrétaire générale du bureau national de l'Union des femmes du PDCI (UFPDCI) et aussi conseillère municipale à la mairie de Cocody
Entre 1994 et 1998, elle occupe le poste de secrétaire générale du Rassemblement des femmes républicaines (RFR), la section féminine du Rassemblement des républicains, dont elle va assurer la présidence nationale de 1998 à mai 2006.
En 2003, elle est nommée conseillère spéciale du Premier ministre du gouvernement de réconciliation nationale et de transition, poste qu’elle occupe jusqu'en 2010 .
En 2006, Kandia Camara est vice-présidente du Réseau international des femmes libérales.
Elle est adjointe au maire de la commune d'Abobo à partir de 2001 et députée de ladite commune à partir de 2011.
Kandia Camara est ministre de l'Éducation nationale à partir de 2011. L'intitulé de son poste est modifié dans le nouveau gouvernement Amadou Gon Coulibaly de la Troisième République formé le 11 janvier 2017.
Elle est choisie par Alassane Ouattara comme nouvelle secrétaire générale du Rassemblement des républicains (RDR) le 10 septembre 2017, à l'issue du 3e congrès ordinaire du parti. Avec la création du RHDP, qui contient principalement le RDR et des anciens membres du PDCI, elle perd cette position de secrétaire générale dans le nouveau parti.
En 2020, elle doit mettre en place la scolarisation à distance des enfants, les écoles étant fermées plusieurs semaines à cause de la pandémie de Covid-19.
Le 8 avril 2021, ministre de l'Éducation nationale depuis dix ans, elle succède à Ally Coulibaly à la tête du ministère des Affaires étrangères en Côte d'Ivoire. Elle est la numéro deux du gouvernement.
En juillet 2021, elle est élue maire de la commune d'Abobo par le conseil municipal, en remplacement d'Hamed Bakayoko, mort quelques mois plus tôt. Elle est réélue lors de l'élection municipale le 2 septembre 2023,.
Le gouvernement Achi II est démis de ses fonctions en octobre 2023. Kandia Camara est ensuite élue à l'unanimité présidente du Sénat le 12 octobre 2023, avec 91 voix pour et 6 votes blancs, un mois après les élections sénatoriales,.